# Fase de Classificació de la Copa del Món de Rugbi 1991-Àsia/Oceania
A la zona d'Àsia/Oceania, estaven en joc dues places per la Copa del Món de Rugbi de 1991. En un torneig previ realitzat a Tòquio, els quatre equips aspirants s'enfrontaren en una lliga a una sola volta. Els dos millors equips es classificaren pel torneig: Japó i Samoa Occidental.

## Torneig de classificació
Classificació Final
| Equip         | Jugats | Guanyats | Empatats | Perduts | A favor | En contra | Diferència |   |
| ------------- | ------ | -------- | -------- | ------- | ------- | --------- | ---------- | - |
| Samoa         | 3      | 3        | 0        | 0       | 123     | 21        | +102       | 9 |
| Japó          | 3      | 2        | 0        | 1       | 65      | 63        | +2         | 7 |
| Tonga         | 3      | 1        | 0        | 2       | 64      | 62        | +2         | 5 |
| Corea del Sud | 3      | 0        | 0        | 3       | 39      | 145       | -106       | 3 |
| Japó | 28 - 16 | Tonga | 8 d'abril de 1990 - Prince Chichibu Memorial Rugby Ground, Tòquio |
|      |         |       | 8 d'abril de 1990 - Prince Chichibu Memorial Rugby Ground, Tòquio |

| Corea del Sud | 7 - 74 | Samoa | 8 d'abril de 1990 - Prince Chichibu Memorial Rugby Ground, Tòquio |
|               |        |       | 8 d'abril de 1990 - Prince Chichibu Memorial Rugby Ground, Tòquio |

| Japó | 26 - 10 | Corea del Sud | 11 d'abril de 1990 - Prince Chichibu Memorial Rugby Ground, Tòquio |
|      |         |               | 11 d'abril de 1990 - Prince Chichibu Memorial Rugby Ground, Tòquio |

| Tonga | 3 - 12 | Samoa | 11 d'abril de 1990 - Prince Chichibu Memorial Rugby Ground, Tòquio |
|       |        |       | 11 d'abril de 1990 - Prince Chichibu Memorial Rugby Ground, Tòquio |

| Japó | 11 - 37 | Samoa | 15 d'abril de 1990 - Prince Chichibu Memorial Rugby Ground, Tòquio |
|      |         |       | 15 d'abril de 1990 - Prince Chichibu Memorial Rugby Ground, Tòquio |

| Corea del Sud | 22 - 45 | Tonga | 15 d'abril de 1990 - Prince Chichibu Memorial Rugby Ground, Tòquio |
|               |         |       | 15 d'abril de 1990 - Prince Chichibu Memorial Rugby Ground, Tòquio |